# General Belgrano (Schiff, 1938)
Die General Belgrano war ein argentinischer Kreuzer. Sie wurde ursprünglich als Leichter Kreuzer der Brooklyn-Klasse der United States Navy mit dem Namen USS Phoenix und der Kennung CL-46 in Dienst gestellt. Das Schiff wurde am 2. Mai 1982 während des Falklandkrieges durch das britische Atom-U-Boot Conqueror versenkt. Sie ist damit eines von bisher insgesamt nur zwei Schiffen weltweit (neben der INS Khukri im Dezember 1971), die seit Ende des Zweiten Weltkrieges unbestritten durch einen U-Boot-Angriff versenkt wurden.

## Geschichte

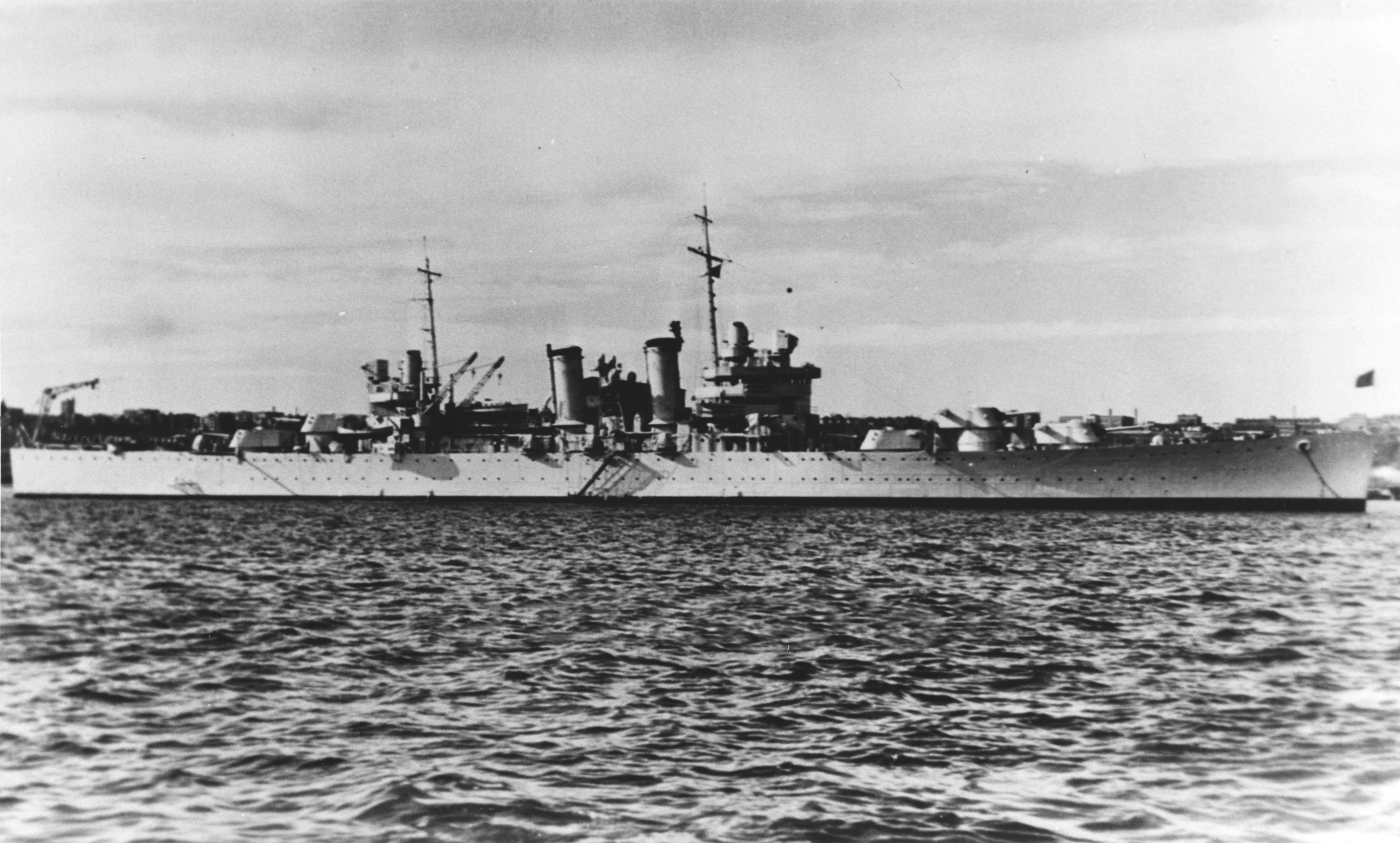
Die Phoenix circa 1939

Die Kiellegung, finanziert aus einem Etat von 1934, erfolgte am 15. April 1935 bei New York Shipbuilding in Camden.
Am 12. März 1938 wurde das Schiff vom Stapel gelassen und am 3. Oktober 1938 in Dienst gestellt. Es war nach der Hauptstadt des US-Bundesstaates Arizona, Phoenix benannt.
Seine Jungfernfahrt führte es nach Trinidad und Südamerika, dann operierte es an der amerikanischen Westküste. Das Schiff war mit 2 × MK 31 – 2 × MK 33 Feuerleitradaren (1938) beziehungsweise 2 × MK 34 und 2 × MK 3 Radarbeleuchter sowie 2 × MK 44 – MK 4 Radarbeleuchtern (1943) ausgestattet. Mit zwei Katapulten konnten die vier an Bord befindlichen „Curtiss SOC Seagull“-Doppeldecker gestartet werden.
Das Schiff befand sich am 7. Dezember 1941, dem Tag des japanischen Angriffs in Pearl Harbor, blieb aber unbeschädigt. Noch am selben Tag wurde es zusammen mit den Kreuzern St. Louis und Detroit eingesetzt, um nach eventuellen japanischen Überwasser-Angriffskräften zu suchen. Danach war es zunächst Geleitschiff zwischen Hawaii und der amerikanischen Westküste. Anschließend fuhr die Phoenix nach Melbourne (Australien) und operierte bis Februar 1942 in australischen Gewässern. Im Anschluss folgten mehrere Monate lang Fahrten im Indischen Ozean, wobei das Schiff an der Evakuierung von Java beteiligt war.

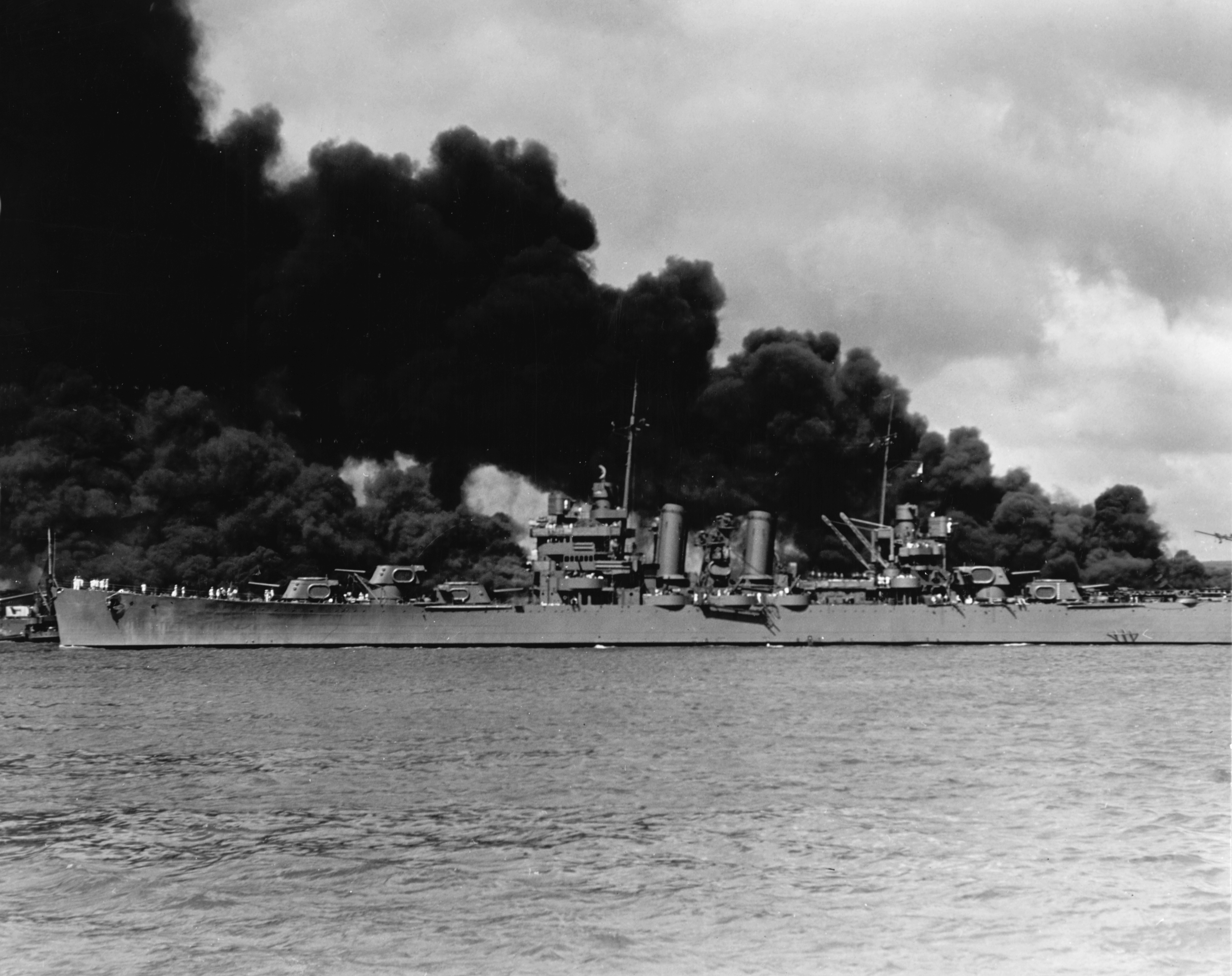
Als Phoenix 1941 in Pearl Harbor

Ab Juli 1942 wurde es in der Philadelphia Naval Shipyard überholt und brachte dann Außenminister Cordell Hull nach Casablanca. Es folgte die Verlegung zur VII. Flotte im Südpazifik.
In den Jahren 1943 bis 1945 nahm die Phoenix am Pazifikkrieg und an allen größeren Landungsoperationen teil. Im Jahre 1944 war sie an der Schlacht in der Surigao-Straße beteiligt. Dabei nahm sie an der Versenkung des japanischen Schlachtschiffes Fusō teil. Zu diesem Zeitpunkt war sie im Tarnanstrich nach Schema 32/5d gehalten.

## Einsätze

### Zweiter Weltkrieg
- 26. Dezember 1943: Beschuss von Cape Gloucester
- 25. bis 26. Januar 1944: Beschuss  von Landzielen auf Neuguinea
- 4. und 7. März 1944: Beschuss von Zielen auf den Admiralitätsinseln
- 22. April 1944: Unterstützung der Landung bei Hollandia
- 25. Mai 1944: Unterstützung der Landung auf Biak (Neuguinea)
- 4. Juni 1944: Leichte Beschädigung nach Fliegerbombenangriff (Ein Gefallener, vier Verwundete)
- 2. Juli 1944: Unterstützung der Landung auf Noemfoor
- 15. September 1944: Unterstützung bei der Besetzung von Morotai (Molukken)
- 20. Oktober 1944: Unterstützung der Landung auf Leyte, Teilnahme an der See- und Luftschlacht im Golf von Leyte bzw. der Schlacht in der Surigao-Straße. Dabei nahm es an der Versenkung des japanischen Schlachtschiffes Fusō teil.
- Januar 1945: Unterstützung der Invasion von Luzon
- 13.–28. Februar 1945: Unterstützung der Kämpfe auf Bataan, Corregidor
- 26.–28. März 1945: Unterstützung der Landung auf Cebu
- 29. Juni–7. Juli 1945: Deckung von Minenräumoperationen und Unterstützung der Landung auf Balikpapan (Borneo) mit anschließender Verlegung in die Werft von Pearl Harbor
- September 1945: Verlegung an die Ostküste

In seiner Zeit bei der Navy war es folgenden Einheiten zugeordnet:
- CRUVDIV 9 Battle Force, U.S. Fleet (1939 – 27. Januar 1941)
- CRUVDIV 9 Battle Force Pacific (3. April 1941 – 23. März 1943)
- Flagship CRUVDIV 15 Battle Force Pacific (1. Juli 1944 – 1. Juli 1945)

Nachdem das Schiff am 3. Juli 1946 außer Dienst gestellt worden war, wurde es am 9. April 1951 gemeinsam mit einem seiner Schwesterschiffe, der Boise, für 7,8 Mio. US-Dollar an Argentinien verkauft. Es erhielt zunächst den Namen 17 de Octubre und wurde 1956 nach dem Umsturz von Juan Perón zu Ehren von Manuel Belgrano in General Belgrano umgetauft. Die General Belgrano wurde in Argentinien mehrmals umgebaut und erhielt unter anderem Sea-Cat-Starter und neue niederländische Radaranlagen. Die Katapultanlage auf dem Achterdeck wurde entfernt und die Bordflugzeuge gegen zwei Bord-Hubschrauber ausgetauscht.

### Falklandkrieg

Operationen der Seestreitkräfte am 1. und 2. Mai 1982 im Südatlantik

Am 26. April 1982, während des Falklandkriegs, lief die General Belgrano mit zwei Zerstörern aus Ushuaia aus, um etwa 230 Seemeilen vor den Falklandinseln zu patrouillieren. Die Gruppe vermied zunächst einen Kampf mit den Einheiten der Royal Navy und hielt sich südlich der von den Briten deklarierten Sperrzone von 200 Seemeilen um die Falklandinseln. Im Falle eines Einsatzes gegen britische Kriegsschiffe war geplant, dass die beiden begleitenden Zerstörer zunächst ihre Exocet-Raketen auf die Ziele feuern sollten und die General Belgrano, die über keine Seeziel-Raketen-Bewaffnung verfügte, im Anschluss beschädigte oder abgedrängte Schiffe mit ihren 15,2-cm-Geschützen angreifen sollte. Da die in die Jahre gekommene Maschinenanlage des Kreuzers nur noch 18,5 Knoten Höchstgeschwindigkeit erlaubte, war es ihm unmöglich, anders auf Kampfentfernung an die deutlich schnelleren britischen Kriegsschiffe heranzukommen.
Die NSA und der BND konnten zu dieser Zeit den geheimen Marinefunk der Argentinier mitlesen, denn diese benutzten kompromittierte Schlüsselgeräte der Crypto AG. Die so gewonnenen Standorte der argentinischen Schiffe wurden an die Briten weitergegeben.
Am 30. April wurden die Schiffe durch das Atom-U-Boot Conqueror (Churchill-Klasse) gesichtet. Das U-Boot folgte ihnen zwei Tage, bis Margaret Thatcher auf Vorschlag ihres militärischen Beraters und Chef des Verteidigungsstabes, Flottenadmiral Terence Lewin, anordnete, die Gruppe anzugreifen. Der Kommandant der Conqueror, Captain Chris Wreford-Brown, schoss daraufhin am 2. Mai um 15:57 Uhr drei Torpedos des Typs Mark VIII auf die General Belgrano ab. Der erste Torpedo traf den achteren Maschinenraum, die Explosion schlug durch drei Decks und hinterließ ein etwa 20 Meter langes Loch im Hauptdeck. Durch die Wirkung dieses Treffers wurden rund 270 Seeleute getötet, die Maschinenanlage fiel aus und die elektrischen Systeme wurden schwer beschädigt. Der zweite Torpedo traf den Kreuzer am Vorschiff, wobei durch die Wucht der Detonation der Bug fast vollständig abgerissen wurde. Die General Belgrano bekam starke Schlagseite nach Backbord und begann über den Bug zu sinken. Da durch die Schäden an der Stromversorgung die Pumpen nicht arbeiteten, konnten keine effektiven Gegenmaßnahmen ergriffen werden; außerdem war es nicht möglich, einen Notruf abzusetzen. Um 16:24 Uhr musste deshalb das Schiff aufgegeben und von der Besatzung verlassen werden. Etwa eine Stunde nach der Torpedierung kenterte der Kreuzer über die Backbordseite und sank. Der dritte Torpedo hatte den Kreuzer verfehlt und den Zerstörer Hipólito Bouchard getroffen, war jedoch nicht explodiert.
Die begleitenden Zerstörer hatten in ihren Sonaranlagen die Torpedotreffer registriert und waren in der Folge nach Norden abgedreht; dies entsprach den Einsatzvorschriften, wonach bei einem U-Boot-Angriff sofort zu flüchten sei. Aus diesem Grund – und auch aufgrund der äußerst schlechten Sichtverhältnisse – war auf den beiden Zerstörern nicht sofort klar, was mit der General Belgrano geschehen war. So wurden erst spät in der Nacht Rettungsmaßnahmen eingeleitet. Argentinische und chilenische Schiffe retteten insgesamt 770 Menschen. 321 Seeleute und zwei an Bord befindliche Zivilisten starben beim Untergang der General Belgrano.
Das aus einem Rettungsfloß aufgenommene Foto des sinkenden Kreuzers wurde zu einem der bekanntesten Bilder des Falklandkriegs. Am Tag darauf erschienen Teilausgaben der britischen Boulevardzeitung The Sun mit der Schlagzeile „Gotcha“ (dt. „Erwischt“), die aber geändert und relativiert wurde, nachdem klar geworden war, wie viele argentinische Seeleute gefallen waren.